# Dunster Castle

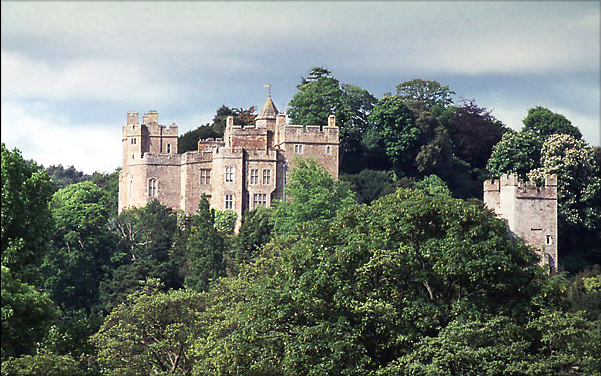
Dunster Castle

Dunster Castle war eine Burg und ist heute ein Herrenhaus im Dorf Dunster in der englischen Grafschaft Somerset. Das Haus liegt auf einem steilen Hügel namens The Tor. Das Anwesen war seit dem Ende der angelsächsischen Zeit befestigt. Nach der normannischen Eroberung Englands im 11. Jahrhundert ließ William de Mohun dort eine hölzerne Burg errichten, um damit zur Befriedung Somersets beizutragen. Anfang des 12. Jahrhunderts wurde ein steinerner Donjon auf einem Mound gebaut und diese Burg überlebte auch eine erste Belagerung in den ersten Jahren der Anarchie. Ende des 14. Jahrhunderts verkauften die De Mohans die Burg an die Familie Luttrell, die sie bis zum Ende des 20. Jahrhunderts in Besitz hielten.
Die Familie Luttrell ließ die Burg im 17. und 18. Jahrhundert mehrmals erweitern. Sie ließen 1617 im unteren Hof ein großes Herrenhaus errichten, das in den 1630er-Jahren und in den 1760er-Jahren umfangreich modernisiert wurde. Die mittelalterlichen Burgmauern wurden nach einer Belagerung am Ende des englischen Bürgerkrieges zerstört, nachdem das Parlament die Schleifung der Verteidigungsanlagen angeordnet hatte, damit die Burg nicht mehr weiterverwendet werden konnte. In den 1860er- und 1870er-Jahren wurde der Architekt Anthony Salvin mit dem Umbau des Herrenhauses beauftragt, um es dem viktorianischen Geschmack anzupassen. Diese Arbeiten veränderten das Erscheinungsbild von Dunster Castle wesentlich, sodass es eher gotisch und im Picturesque-Stil erschien.
Nach dem Tod von Alexander Luttrell 1944 konnte die Familie die Erbschaftssteuer für das Anwesen nicht aufbringen. Sie verkauften Dunster Castle und das umgebende Land an ein Immobilienunternehmen und lebten selbst als Pächter in dem Herrenhaus. Die Luttrells kauften Dunster Castle 1954 zurück, 1976 überschrieb es Colonel Walter Luttrell dem National Trust, der es heute als Touristenattraktion betreibt. 2019 wurde Dunster Castle von rund 206.000 Personen besucht. 2024 betrug die Besucherzahl etwa 177.000 Personen. English Heritage hat es als historisches Gebäude I. Grades gelistet und es gilt als Scheduled Monument.

## Geschichte

### 11. und 12. Jahrhundert
Dunster Castle wurde auf einem steilen, 60 Meter hohen Hügel über dem Dorf Dunster gebaut. Im Frühmittelalter brandete das Meer an die Basis des Hügels in der Nähe der Mündung des Avill, bot so natürlichen Schutz für die Burg und machte das Dorf Dunster zu einem Binnenhafen. Verschiedene Wallburgen wurden in der Eisenzeit in der Nähe von Dunster errichtet, z. B. Bat’s Castle, Black Ball Camp und Grabbist Hill, aber der früheste Hinweis einer Festung in Dunster war der auf eine angelsächsische Burgh. Diese stand auf dem Gipfel des Hügels und sollte vermutlich die Region gegen Angriffe von See her schützen. Um die Mitte des 11. Jahrhunderts stand sie unter der Kontrolle eines Adligen namens Aelfric.

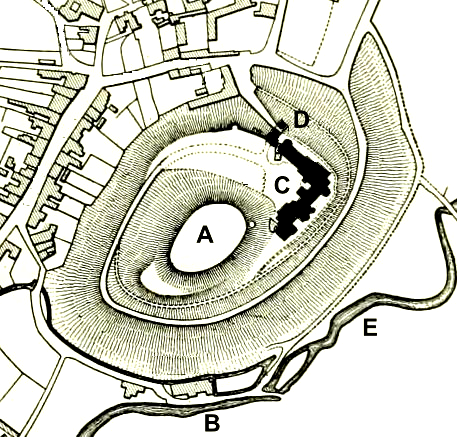
Plan von Dunster Castle und der unmittelbaren Umgebung: A — Mound; B – Wassermühle; C — Burg; D — Großes Torhaus; E Fluss Avill

1066 überfielen die Normannen den Südosten Englands und besiegten die englischen Streitkräfte in der Schlacht von Hastings. In der Folge betraute Wilhelm der Eroberer seinen Halbbruder Robert de Conteville mit der Eroberung des Südwestens von England. De Conteville erwartete heftigen Widerstand, als er westlich nach Somerset marschierte, und wurde von den Truppen unter der Leitung von Walter de Donai unterstützt, die von Norden einmarschierten. Eine dritte Streitmacht unter der Führung von William de Moyon landete von See her an der Küste von Somerset. De Moyon wurden 68 Grundherrschaften in der Region übertragen, und bis 1086 hatte er eine Burg in Dunster bauen lassen. Diese sollte sowohl das Caput (Hauptburg) seiner neuen Ländereien sein als auch Angriffe von See her abwehren und die Küstenstraße von Somerset nach Gloucestershire schützen. Diese erste Burg war eine Motte, die auf den Fundamenten einer früheren angelsächsischen Burgh errichtet wurde. Der Gipfel des Hügels The Tor wurde mit einem Graben versehen und bildete damit den Mound oder „oberen Hof“. Das Gebiet darunter wurde so gestaltet, dass es die Vorburg oder den „unteren Hof“ bildete.
Nach der Invasion und der fruchtlosen Rebellion gegen die normannische Herrschaft im Jahre 1068 wurde Somerset stabiler. Damals war es bei den Normannen üblich, neben den größeren Burgen Abteien zu stiften, und so stattete William de Moyon 1090 eine Benediktinerpriorei in Dunster aus, zusammen mit ihrem Mutterhaus in Bath. Der Fluss Avill war für den Handel wichtig; die Region um Dunster war reich an Fischgründen und Weinbergen und Dunster Castle prosperierte. Steinerne Befestigungen wurden Anfang des 12. Jahrhunderts dem Anwesen hinzugefügt, vermutlich ein Donjon um den Gipfel des Mounds.
Ende der 1130er-Jahre begann in England die Zeit des Bürgerkriegs, die als die Anarchie bekannt wurde und während der die Unterstützer von König Stephan gegen die von Kaiserin Matilda um die Vormacht im Lande kämpften. William de Moyons ältester Sohn, der ebenfalls William hieß, war ein entschiedener Parteigänger von Matilda und Dunster galt als eine der stärksten Burgen ihrer Fraktion im Südwesten. 1138 belagerten Stephans Streitkräfte die Burg; eine Belagerungsburg wurde in der Nähe errichtet, von der allerdings heute keine Spur mehr zu finden ist. William de Mohun hielt die Burg und wurde von der dankbaren Matilda zum Earl of Somerset ernannt. Chronisten beklagten, dass er hinterher im Krieg die Region überfiel und mit Gewalt regierte, womit er viel zerstörte. Nach dem Konflikt erbte der Sohn William de Mohuns, ein weiterer William, die Burg nach einem kurzen Intermezzo königlichen Besitzes durch Heinrich II. William scheint darauf bestanden zu haben, dass seine Pächter bei Reparatur und Erhaltung der Burgmauern als Teil ihres feudalen Dienstes mithalfen.

### 13. bis 17. Jahrhundert

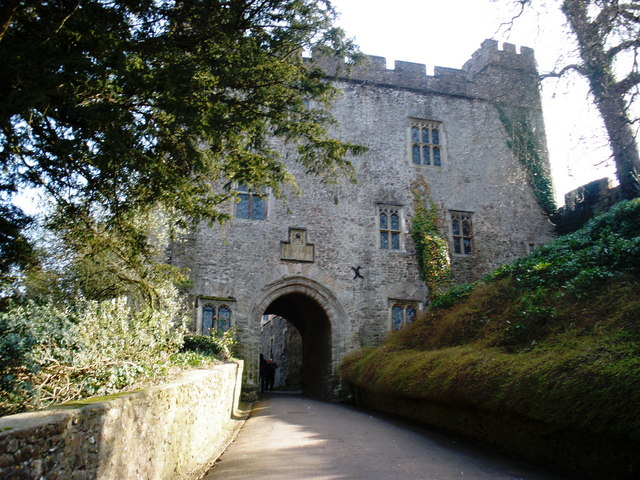
Das Große Torhaus aus dem 14. Jahrhundert; zunächst war die Vorburg auf der rechten Seite auf der gleichen Höhe wie der Eingang in die Burg.

Im 13. Jahrhundert wurde die Vorburg („unterer Hof“) auf Geheiß Reynold Mohuns in Stein neu aufgebaut. Die Kosten dafür erhob De Mohun teilweise durch Umwandlung der Pflicht seiner Pächter, die Burgmauern instand zu halten, in eine einmalige Zahlung an ihren Herrn und teilweise durch die Heirat mit einer reichen örtlichen Erbin. Ein Bericht über dei Burg aus dem Jahre 1266 beschreibt, dass der „obere Hof“ am Gipfel des Mounds einen Saal mit Weinkeller, eine Speisekammer, eine Küche, ein Backhaus, eine dem Heiligen Stephan geweihte Kapelle und einen Rittersaal, bewacht von drei Türmen, enthielt. Der „untere Hof“ enthielt einen Getreidespeicher, zwei Türme und ein Torhaus; einer der Türme namens Fleming Tower diente als Gefängnis. Die Stallungen lagen außerhalb der Befestigungen, weiter den Hang hinunter. Ende des 13. Jahrhunderts wurde ein Teil der Dächer in Blei gedeckt, während andere Dächer immer noch Holzschindeln besaßen.
1330 erbte Sir John de Mohun die Burg; er war zwar ein bekannter Ritter, blieb aber kinderlos und verschuldete sich erheblich. Seine Gattin Joan übernahm den Betrieb ihrer Ländereien, und als John de Mohun 1376 starb, erklärte sie sich damit einverstanden, die Burg an Lady Elizabeth Luttrell, die Matrone einer anderen bedeutenden normannischen Familie, zu verkaufen. Der Kaufpreis betrug 5000 Mark, und die Burg sollte nach Joans Tod an Elizabeth übertragen werden. In dieser Zeit wurden weitere steinerne Gebäude im „unteren Hof“ auf der Seite des heutigen Herrenhauses errichtet und es gibt Aufzeichnungen darüber, dass im 14. Jahrhundert ein Burggraben um die Basis von The Tor verlief.
Joan de Mohun überlebte Elizabeth Luttrell und schließlich übernahm Sir Hugh Luttrell, Seneschall König Heinrichs V. in der Normandie, nach Joan de Mohuns Tod 1404 die Burg. Dunster Castle hatte durch die Vernachlässigung von Investitionen während der letzten Jahre der Eigentümerschaft der De Mohans gelitten, und Lutterell ließ die Burg für £ 252 reparieren und erweitern, wobei zwischen 1419 und 1424 ein Großes Torhaus und eine Barbakane entstanden. Das neue Eingangsbauwerk lag rechtwinklig zum alten, war drei Stockwerke hoch, aus importiertem roten Sandstein aus Bristol gebaut und enthielt ausgedehnte Wohnräume. Es bildete einen großartigen, aber schlecht zu verteidigenden, zeremoniellen Weg in die Burg. Die Dächer der Burg wurden mit cornischen Steinplatten neu eingedeckt. Bis zum 15. Jahrhundert hatte sich die See zurückgezogen und die Luttrells ließen einen Rehpark für die Burg in Marshwood anlegen. Solch ein Park war ein Prestigeobjekt, gestattete den Luttrells, zu jagen, stattete die Burg mit einer Wildbretversorgung aus und kreierte Einkommen für ihre Eigner.

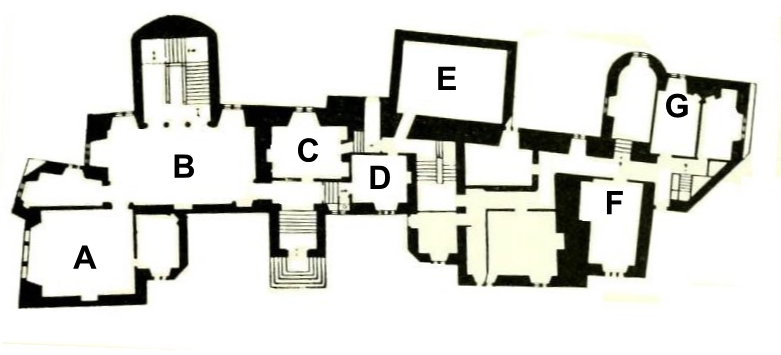
Grundriss des Herrenhauses aus dem 17. Jahrhundert mit den Zubauten aus dem 18. Jahrhundert: A – Wohnzimmer; B – Halle; C – Kleines Wohnzimmer; D – Zimmer des Stewards; E – Kapelle; F – Küche; G – Flügel für die Dienerschaft

Im 15. Jahrhundert wurde England durch die Rosenkriege zerrissen: Die Luttrells unterstützten das Haus Lancaster. 1461 starb Sir James Luttrell nach einer Niederlage der Lancastrianer in der zweiten Schlacht von St Albans, und seine Familie verlor ihre Ländereien an den Yorkisten König Eduard IV. Die Burg gab der König 1465 an William Herbert, aber die Luttrells erhielten sie 1485 zurück, als der Lancastrianer Heinrich VII. auf den englischen Thron kam. Dunster Castle wurde an James Luttrells Sohn, Sir Hugh Luttrell zurückgegeben. Hugh Luttrell ließ die Kapelle reparieren und Anfang des 16. Jahrhunderts ließ sein Sohn, Sir Andrew Luttrell, eine neue Mauer an der Ostseite der Burg errichten. Andrew Luttrells Sohn John Luttrell, der die Burg erbte, war ein bekannter Soldat, Diplomat und Höfling unter den Königen Heinrich VIII. und Eduard VI. und diente in Frankreich und Schottland in den Konflikten des Rough Wooing. 1542 berichtete der Geschichtswissenschaftler John Leland, dass der Donjon und die Gebäude der Burg mit Ausnahme der Kapelle ziemlich verfallen seien, und nach dem Tod von Sir John Luttrell wurde die Burg einige Jahre lang verpachtet, erst durch seine Tochter Mary und dann durch seinen Bruder Thomas.
Als George Luttrell 1571 die Burg erbte, war sie ziemlich verfallen und die Familie zog es vor, in ihrem Haus, dem heutigen Court House in East Quantoxhead zu leben. 1617 beauftragte George Luttrell den Architekten William Arnold mit dem Entwurf eines neuen Hauses im „unteren Hof“ der Burg. Arnold war ein bekannter Architekt im Südwesten Englands und hatte den Bau von Montacute House und den Umbau von Cranborne Manor House in der Nähe geleitet. Der Neubau dehnte sich auf einige der existierenden Gebäude und Mauern aus, sodass ein jakobinisches Herrenhaus des 16. Jahrhunderts mit symmetrischer Fassade und quadratischen Türmen zwischen den Mauern der alten Burg geschaffen werden konnte, das vom Donjon überragt wurde. Das Gebäude wurde nach der neuesten Mode ausgestattet, einschließlich ornamentaler Stuckdecken. Das Projekt wurde fast dreimal so teuer wie ursprünglich geplant und kostete Luttrell mehr als £ 1200.

#### Englischer Bürgerkrieg und Stuart-Restauration

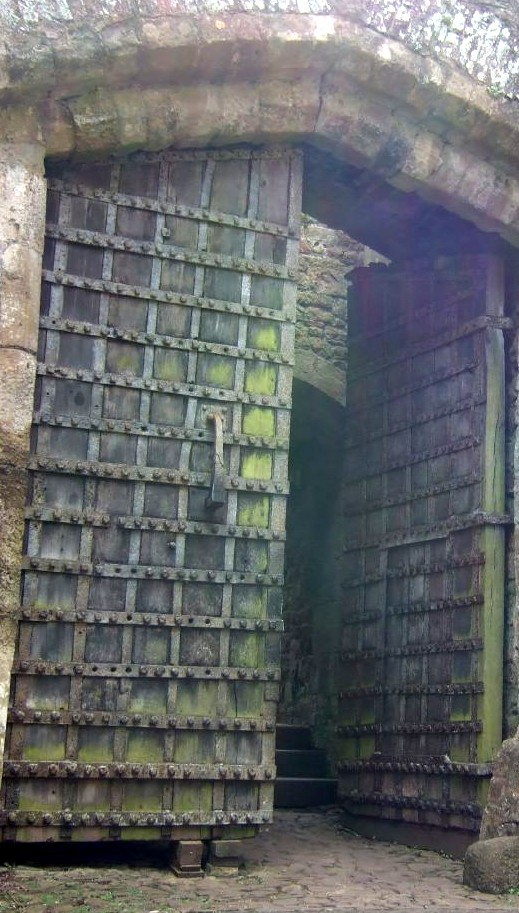
Originales, schmiedeeisernes Tor aus dem 13. Jahrhundert

In den 1640er-Jahren brach der englische Bürgerkrieg zwischen den Unterstützern von König Karl I. und denen des Parlamentes aus. Thomas Luttrell, der älteste Sohn von George Luttrell, unterstützte anfangs die Sache der Parlamentaristen und nach dem Ausbruch des Bürgerkrieges befahl ihm William Russell, der Duke of Bedford und parlamentaristische Kommandeur in Devon und Somerset, die Garnison auf Dunster Castle soweit zu verstärken, dass sie einem eventuellen royalistischen Angriff standhalten könnten. Der royalistische Kommandeur William Seymour, der Duke of Somerset, griff die Burg 1642 an, wurde aber von der Garnison zurückgeschlagen, die von Thomas Luttrells Gattin Jane angeführt wurde. Das Kriegsglück im Südwesten wendete sich zugunsten des Königs und am 7. Juni 1643 sammelten die Royalisten ihre Kräfte, um die Burg erneut anzugreifen. Diesmal musste Luttrell aufgeben, wechselte die Seiten und unterstützte die Royalisten bis zu seinem Tod im darauf folgenden Februar. Colonel Wyndham wurde zum royalistischen Gouverneur der Burg ernannt. Der junge Prinz Karl, nachmals König Karl II., weilte im Mai 1645 auf der Burg.
Im Jahre 1645 war die royalistische Sache größtenteils verloren und Colonel Robert Blake führte im Oktober eine parlamentaristische Truppe gegen Dunster Castle. Im November begann die Belagerung der Burg; Blake ließ im Dorf Artillerie aufstellen und Tunnel graben, um Minen unter den Mauern der Burg zu platzieren. Die Burg wurde im Februar 1646 kurzzeitig durch Hilfstruppen entsetzt, aber im April wurde die Belagerung durch die Roundheads wieder aufgenommen und die Situation der Royalisten wurde unhaltbar – eine ehrenvolle Übergabe der Burg wurde ausgehandelt und eine parlamentaristische Garnison auf Dunster Castle installiert. Nach dem Ende des zweiten englischen Bürgerkrieges 1649 entschied das Parlament, dass die Verteidigungsanlagen von Burgen in wichtigen royalistischen Gebieten geschleift werden sollten, auch im Südwesten des Landes. Im Falle von Dunster Castle konnte Thomas Luttrells Sohn George die Behörden davon überzeugen, dass nur die mittelalterlichen Verteidigungsmauern zerstört werden sollten und nicht die gesamte Burg. So blieb Dunster Castle nach der letzten Belagerung zwar beschädigt zurück, war aber noch bewohnbar. Die Mauern wurden im August 1650 zwölf Tage lang von 300 Arbeitern abgerissen. Die einzigen Teile der mittelalterlichen Mauern, die erhalten blieben, waren das Große Torhaus und die Fundamente zweier Türme im „unteren Hof“.
George Luttrell starb kinderlos und Dunster Castle fiel an seinen Bruder Francis, der die politischen Stürme der Commonwealth-Jahre und der Stuart-Restauration 1660 überlebt hatte. Francis’ Erbe, ein weiterer Francis, heiratete eine reiche Erbin, die ein jährliches Einkommen von £ 2500 (ca. £ 331.000 umgerechnet auf 2009) hatte, und mit diesem Einkommen ließ er in den 1680er-Jahren die Burg modernisieren. Dabei ließ er insbesondere ein großes Treppenhaus im neuesten Stil bauen. Francis Luttrell war ein Colonel der örtlichen Miliz und unterstützte 1688 die Glorious Revolution Wilhelms von Oranien, in der dieser König Jakob II. vertreiben wollte. Als Wilhelm in Devon landete, bot Luttrell am 19. November in Dunster Castle eine Reihe von Infanteriekompanien auf, um ihn zu unterstützen. Diese bildeten später die Basis für das Green-Howards-Regiment. In dieser Zeit lagen in der Rüstkammer der Burg immer noch 43 Musketen. Francis Luttrell starb 1690 hoch verschuldet und seine Witwe Mary ließ die Einrichtung der Burg nach London schaffen, wo sie 1696 bei einem Brand zerstört wurde.

### 18. Jahrhundert

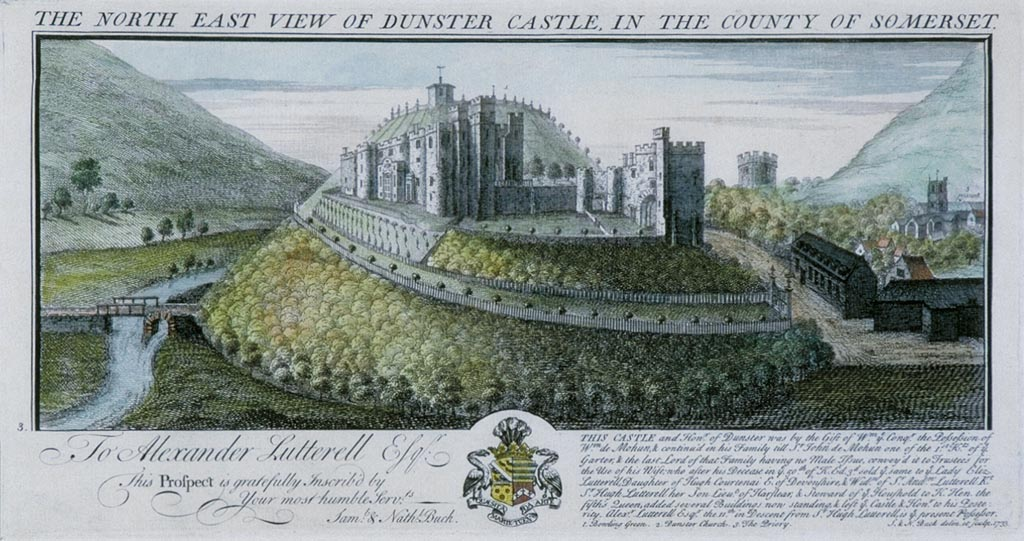
Die Burg 1733. Man sieht den damals neu angelegten New Way, das Herrenhaus (links), das Große Torhaus (Mitte) und die Stallungen (rechts). Der Mound mit dem Lusthaus ist im Hintergrund sichtbar.

Zu Beginn des 18. Jahrhunderts fanden sich die Luttrells und Dunster Castle in einer schwierigen finanziellen Lage. Francis Luttrells Sohn Alexander erbte die Burg, als er 1704 volljährig wurde, aber sie war größtenteils leer und mit großen Schulden belastet. Alexander Luttrell starb 1711 noch jung und seine Witwe, Dorothy, brauchte fast 20 Jahre, um die Schulden zu bezahlen. Dorothy Luttrell ließ eine neue Kapelle aus weißem Portland, entworfen von James Thornhill, an der Rückseite des Herrenhauses zum Preis von £ 1300 (£ 178.000 umgerechnet auf 2009) bauen. Davon sind nur wenige Dokumente erhalten, aber das Innere ähnelte vermutlich der Kapelle von Wimpole Hall. Eine sicherere, wenn auch weniger großartige Zufahrtsstraße zur Burg namens New Way wurde angelegt, die Überreste des „oberen Hofes“ auf dem Gipfel des Mounds wurden eingeebnet und die Fläche als Bowling Green mit achteckigem Lusthaus genutzt. Dorothys Sohn, Alexander Luttrell, übernahm die Burg 1726, häufte aber neue Schulden an, und die Burg musste an einen Insolvenzverwalter übergeben werden.
Henry Fownes Luttrell, der Margaret, Alexander Luttrells Tochter, heiratete und den Namen Luttrell annahm, zog 1747 auf Dunster Castle. Das Paar ließ die Burg im Rokokostil umbauen und neu ausstatten. Dabei wurden vermehrt die kürzlich erfundenen und hochmodernen Tapeten eingesetzt. Henry Fownes Luttrell ließ das Niveau des „unteren Hofes“ zwischen 1764 und 1765 anheben, sodass er den New Way ganz herum bis zur Hauptfassade seines Herrenhauses verlängern konnte. Dabei ließ er zusätzliche Ziertürme an der Innenseite des Großen Torhauses anbringen. Eine Folly, der Conygar Tower, wurde vom Architekten Richard Phelps erbaut, um den Blick von der Burg aus schöner zu gestalten, und ein größerer Park mit 141 Hektar wurde südlich der Burg angelegt. Dabei mussten einige Bauernhöfe von Pächtern weichen.

### 19. und 20. Jahrhundert

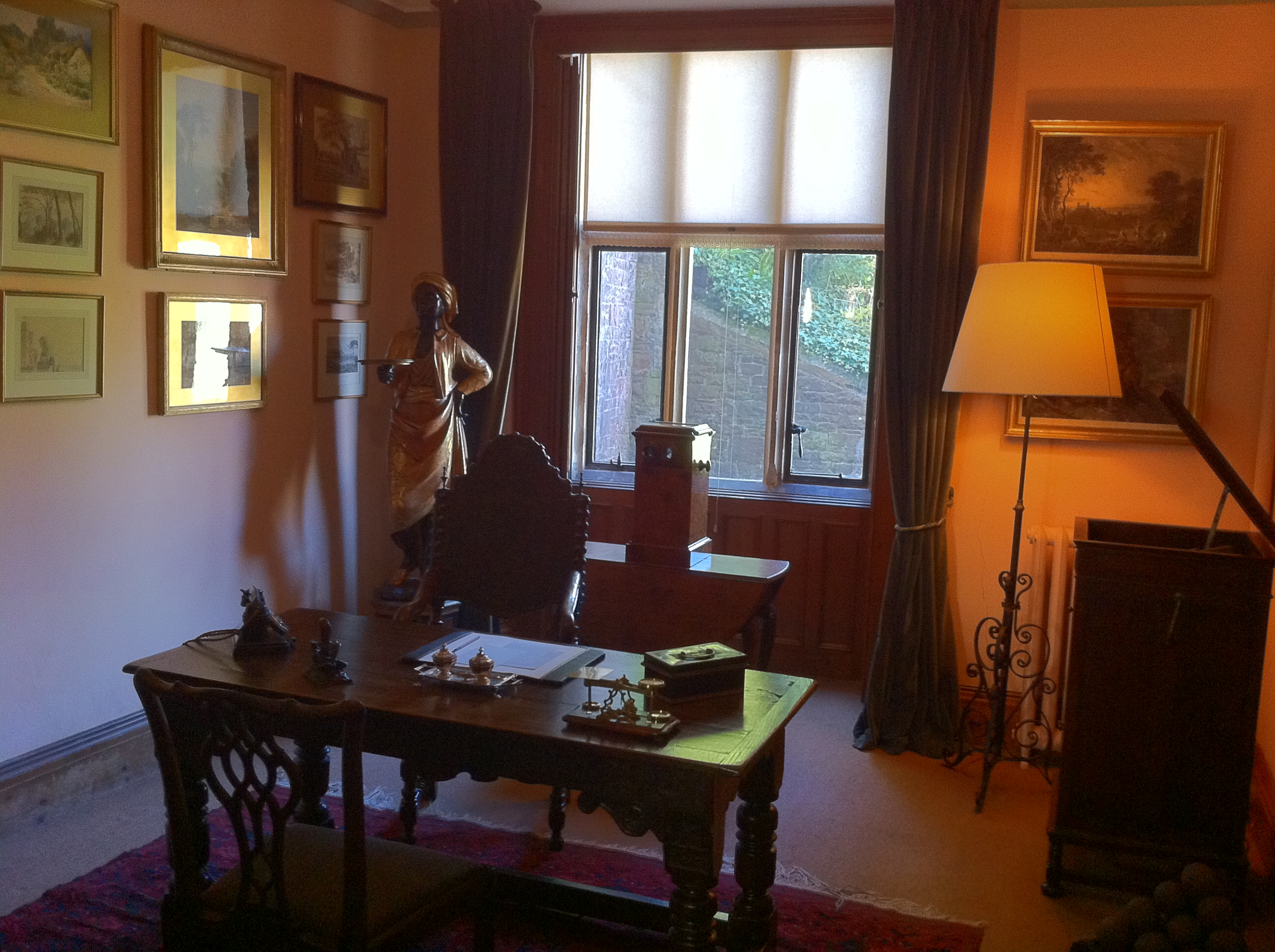
Justice's Desk im Justice Room

Henry Fownes Luttrells Sohn John erbte die Burg 1780, aber als dessen Sohn, ebenfalls John, sie 1816 erbte, wählte er anstatt eines Lebens auf Dunster Castle lieber eines in London. Dunster Castle öffnete er der Öffentlichkeit. 1845 erschien es Besuchern der Burg, als hätte diese ihre besten Zeiten hinter sich: Nur zwei von John Luttrells Schwestern lebten noch dort; es gab weder Pferde noch Jagdhunde auf dem Burggelände und die verbleibenden Bediensteten hatten nur noch wenig zu tun. Johns Luttrells Bruder Henry erbte das Anwesen 1857, lebte aber ebenfalls in London und nicht auf Dunster Castle.
George Luttrell erbte die Burg 1867 und begann mit einer umfangreichen Modernisierung, deren Kosten durch Erlöse aus den umfangreichen Dunster-Ländereien gedeckt wurden. In eine Zeit des landwirtschaftlichen Booms in England warfen die Ländereien ein jährliches Einkommen von £ 22.000 (£ 1,49 Mio., umgerechnet auf 2010) ab. Zur Mitte der viktorianischen Zeit war es modern, Burgen im neugotischen oder Picturesque-Stil umzubauen, und George Luttrell, ein engagierter Geschichtswissenschaftler, entschloss sich, auf Dunster Castle diesem Trend zu folgen. So hoffte er auch, den größeren Haushalt und die Einrichtungen unterzubringen, die ein Landbesitzer im 19. Jahrhundert benötigte: 1881 benötigte die Burg allein 15 dort lebende Bedienstete. Er beauftragte Anthony Salvin, einen berühmten Architekten, damals für seine Arbeiten an Alnwick Castle bekannt, die Arbeiten zwischen 1868 und 1872 zum Preis von £ 25.350 (£ 1,76 Mio., umgerechnet auf 2010) auszuführen. Die Arbeiten umfassten auch den Bau eines unterirdischen Wasserspeichers für 180.000 Liter Trinkwasser für Burg und Dorf.
Salvin bemühte sich, eine Burg zu schaffen, die aussah, als sie sie über die Zeit organisch gewachsen, aber doch dem viktorianischen Zeitgeschmack entsprach. Daher wurde ein großer, quadratischer Turm an der Westseite der Burg erbaut und ein weiterer, kleinerer an der Ostseite; beide schufen zusätzlichen Raum, machten aber die Burg unsymmetrisch. Die Kapelle aus dem 18. Jahrhundert an der Rückseite des Herrenhauses wurde abgerissen und durch einen weiteren Turm zusammen mit einem modernen Gewächshaus ersetzt. Eine Reihe von Fenstern im Stil verschiedener geschichtlicher Perioden wurden in die Mauern eingebaut; andererseits bediente man sich damals modernster Technologien, wie Gasbeleuchtung, die durch ein Stadtgaswerk im Keller gespeist wurde, Zentralheizung und neuer Küchen. Das Dach des Großen Torhauses wurde angehoben, um ein einheitlicheres Bild der Zinnen zu schaffen, und es wurde eine große Halle für die Ernten der örtlichen Bauern gebaut. Ein neuer Flügel für die Dienerschaft wurde in den Hügel eingelassen. Er erstreckte sich über zwei Stockwerke und führte vom Hauptteil des Herrenhauses weg.

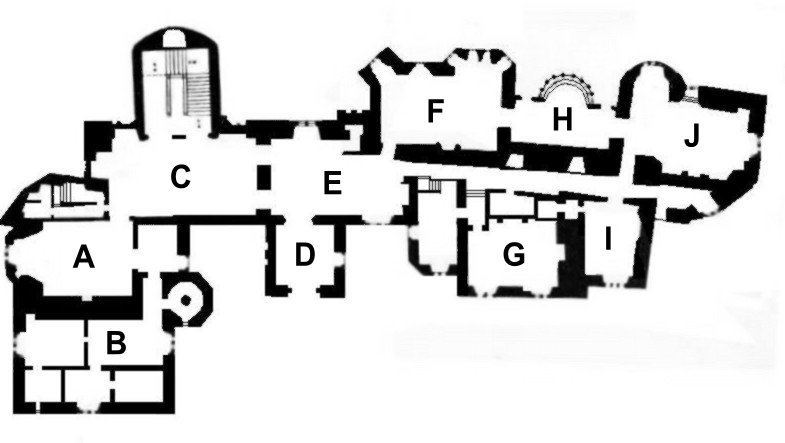
Grundriss der Burg nach 1872: A - Speisezimmer; B – Räume für die Dienerschaft und Treppe zum Flügel für die Dienerschaft; C – Innere Halle; D – Eingangslobby; E – Äußere Halle; F – Salon; G – Billardraum; H – Gewächshaus; I – „Justice Room“; J – Bibliothek

Innen durchbrach Salvin Wände, um die Äußere Halle, eine neue Galerie im 1. Obergeschoss, einen Billardraum, eine neue Bibliothek und einen Salon zu schaffen. Der größte Teil der Holzpaneele aus dem 17. Jahrhundert im Empfangszimmer und in der Halle musste im Rahmen des Umbaus entfernt werden. Im Laufe seiner Arbeiten scheint Salvin eine Reihe gerollter Schmiedeeisenträger verwendet zu haben, um die sich ergebenden Fehlstellen in der Struktur des Gebäudes zu überbrücken, damals eine frühe Anwendung dieser Technologie. Nach seiner Fertigstellung wurde das Haus mit neu erworbenen Kunstgegenständen aus dem 16. und 17. Jahrhundert, zwei italienischen Bronzekanonen und einem ausgestopften Eisbären ausgestattet.
Alexander Luttrell der Dunster Castle 1910 erbte, wohnte in East Quantoxhead, und so blieb die Burg leer, bis Geoffrey Luttrell 1920 dort wieder einzog, einige Räume im Stil der 1920er-Jahre herrichten und ein Polofeld an der Burg anlegen ließ. Die Burg und die umgebende Landschaft waren damals bei den Lutterells zum Jagen und Schießen sehr beliebt. Im Zweiten Weltkrieg diente die Burg in den Jahren 1943 und 1944 als Erholungsheim für verwundete britische Marineoffiziere und US-amerikanische Offiziere.
Alexander Luttrell starb 1944 und die Erbschaftssteuer erwies sich als lähmend für seinen Sohn Geoffrey. 1949 verkaufte er die Burg und 3480 Hektar der Ländereien an die Ashdale Property Company, wobei er das Pachtrecht für die Burg selbst behielt. Crown Estate kaufte das Anwesen von Ashdale und verkaufte die Burg 1954 an Geoffrey Luttrell zurück. Dessen Sohn, Colonel Sir Walter Luttrell, lebte nicht in Dunster, und nach dem Tod seiner Mutter, der letzten Bewohnerin der Burg aus der Familie Luttrell, übertrug er die Burg und den größten Teil ihres Inhaltes 1976 an den National Trust.

## Heute

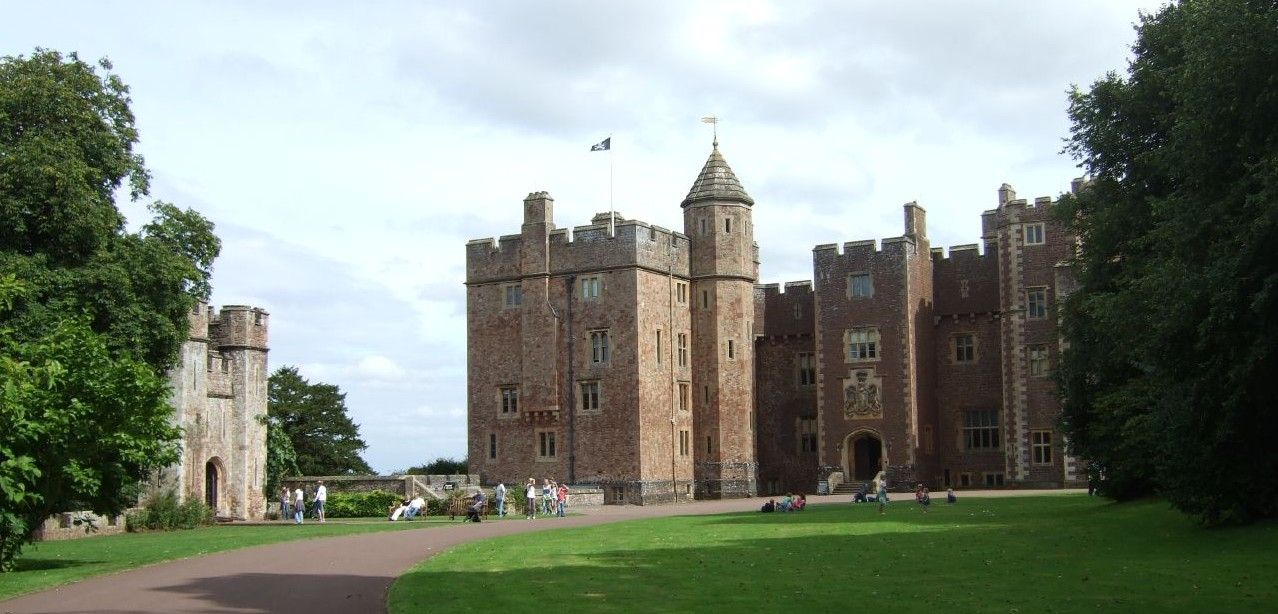
Die Burg 2011, links das Große Torhaus und rechts der Hauptteil der Burg.

Heute betreibt der National Trust Dunster Castle als Sehenswürdigkeit. Von der mittelalterlichen Burg ist mit Ausnahme des Großen Torhauses und den Überresten einiger Türme im „unteren Hof“ nur noch wenig erhalten. Der Kern der Burg ist heute das oft umgebaute Herrenhaus aus dem 17. Jahrhundert. Die wichtigsten Einrichtungen der Burg sind die originalen Tore aus dem 13. Jahrhundert und verschiedene Kunstgegenstände, z. B. eine Kopie aus der Tudorzeit von Hans Eworths berühmtem allegorischen Porträt von Sir John Luttrell und eine Reihe von Lederbildwirkereien, die Szenen aus der Geschichte von Antonius und Cleopatra zeigen. In der Burg findet sich ein Klavier, das einmal dem Komponisten Vivian Ellis gehörte. Die Gärten um die Burg bedecken etwa 6 Hektar und beherbergen u. a. die britische National-Pflanzensammlung von Erdbeerbäumen. Das weitere Parkland umfasst 277 Hektar. Park und Gärten sind im Register of Historic Parks and Gardens of special historic interest in England als Grade II* gelistet.
Direkt südlich der Burg liegt eine restaurierte Wassermühle aus dem 18. Jahrhundert. 2010 wurden 128.342 Besucher in der Burg gezählt. English Heritage hat Dunster Castle als historisches Gebäude I. Grades gelistet und es gilt als Scheduled Monument. Die Burg benötigt fortlaufende Erhaltungsarbeiten, besonders an ihren Dächern, die selbst eine wichtige historische Einrichtung sind. Man hat versucht, das Herrenhaus wieder im Stil der originalen Bauzeit auszustatten, indem man Reproduktionen originaler Tapeten und anderer Materialien verwendete. Der National Trust ließ 2008 Solarzellen auf dem Dach hinter den Zinnen installieren, um das Anwesen umweltfreundlich zu gestalten. Dunster Castle war das erste Grade-I-Objekt, bei dem der National Trust dies realisierte. Die Solarzellen sollen 1714 kg/Jahr Kohlendioxid einsparen. 2015 ließ der National Trust verlautbaren, dass er den Wasserspeicher aus dem 19. Jahrhundert der Öffentlichkeit zugänglich machen will.